# Џиновски јелен
Џиновски јелен (лат. Megaloceros giganteus) изумрла је врста јелена који је живео у плеистоцену. Претпоставља се да је ишчезао пре око 7.000 година.

## Опис
Назив је добио због импозантне величине; висина у нивоу раменог појаса је износила око 2 m, а досезао је тежину до 800 kg. Одрасли мужјаци су имали лопатасте рогове чији је распон био и до 3,7 m, а појединачна тежина око 40 kg. Због оволике тежине, готово сигурно су били бескорисно оружје. Сматра се да су последица сексуалне селекције. Одбацивали су их сваке године, да би им поново израстали.

## Станиште и ареал
Насељавао је простране и отворене равнице покривене вегетацијом нижег раста широм Европе; од Ирске до северне Италије и јужне Француске. Такође, насељавао је и северну и средњу Азију.